# Ataliva Herrera
Ataliva Herrera (Córdoba, 2 de junio de 1888 - ibíd., 6 de noviembre de 1953) fue un abogado, poeta y escritor argentino, perteneciente a los escritores y poetas de su país que se inspiraron en la naturaleza, el folclore y la cultura nacional. Su obra literaria fue importante por su estudio de lo autóctono.

## Biografía
Ataliva Herrera nació en la ciudad de Córdoba, el 2 de junio de 1888. Era hijo de Severo S. Herrera e Isolina Cáceres Cano. Pasó su infancia en el pueblo de Cruz del Eje, donde cursó sus estudios primarios. Allí vivenció el paisaje y la cultura lugareña que lo marcaron para siempre.
Sus primeros éxitos poéticos los gana en Córdoba en 1904 y 1906, con las obras Mis Noches y Canto al Arte. Rinde libre el bachillerato en el Colegio Nacional de Monserrat en 1907. A los 20 años conocía los clásicos en su idioma original.
Se casó con Eva María Castro Nieva, sanjuanina, y tuvieron dos hijos: Eva Yanatilde, y Luis Fernando.
Siguió cursos de Humanidades en el Seminario de Loreto, de Córdoba. Estudió en la Facultad de Derecho y Ciencias Sociales, de la Universidad Nacional de Córdoba, concluyendo sus estudios de abogado en 1913, especializándose en Derecho Penal. Fue profesor en educación secundaria y universitaria. Se desempeñó como magistrado en cargos de importancia.

## Actuación profesional
Fue profesor de Letras en Mendoza, Córdoba, Buenos Aires y Adrogué, provincia de Buenos Aires, hasta 1946; profesor de Derecho Penal en la Facultad de Ciencias Jurídicas y Sociales de la Universidad Nacional del Litoral, y Decano de la misma hasta 1944. Durante el mes de septiembre de 1944, fue Rector Interventor de esa universidad.
Inspector Técnico de Enseñanza del Ministerio de Educación de la Nación, desde 1936.
Fue juez de Primera Instancia en la Provincia de Corrientes (1918); fiscal, juez de Primera Instancia, procurador general y miembro de la Suprema Corte de Justicia de la Provincia de San Juan (1915-1917 y 1932-33); juez del Crimen en la provincia de Mendoza (1919-1926); miembro de la Suprema Corte de Justicia de Mendoza (1926-1927), y su presidente (1927-1928).
Miembro correspondiente de la Academia Nacional de la Historia, y de The Hispanic Society of America, de Nueva York; miembro honorario de las Juntas de Estudios Históricos de Catamarca y Salta; perteneció a la Academia Literaria del Plata y al Círculo de Escritores Argentinos. Fue miembro del Consejo Municipal de Cultura de la ciudad de Santa Fe.
Uno de sus logros fue la colonización del Valle del Zonda, en San Juan.

## Obras publicadas
- El Poema Nativo (1916) – Premio La Prensa.
- Las Vírgenes del Sol (1920) – Premio Nacional de Literatura[1] – Sobre libreto de este escrito extractado por Ataliva Herrera, Alfredo Luis Schiuma compuso una ópera homónima, estrenada en 1939 en el Teatro Colón. Ataliva Herrera ofreció antes su poema a Enrique Mario Casella (1891-1948) para que fuera musicalizado. Esta primera ópera "Las Vírgenes del Sol" con música de Casella fue terminada en 1927 pero nunca estrenada, salvo algunos fragmentos.
- Un precursor del Teatro Nacional (1921).[2]
- Paz provinciana (1922) – Premio La Prensa.
- Amor y Virtud, drama en tres actos de Pedro Echagüe.[3]
- Bamba, poema de Córdoba colonial (1933).
- La Iluminada (primer auto sacramental argentino) – (1934).[4]

Fueron sus admiradores Martiniano Leguizamón, Arturo Capdevila, Juana de Ibarbourou, Joaquín V. González y José Ingenieros; también fue admirado en Europa y Estados Unidos por sus dotes literarias.
Fue colaborador de los diarios: La Prensa, La Nación, La Razón y El pueblo, de Buenos Aires; Los Principios y La Voz del Interior, de Córdoba.
También colaboró con revistas, como Caras y Caretas, El Hogar, Atlántida, Estudios, de Buenos Aires.
Falleció en la ciudad de Córdoba el 6 de noviembre de 1953. Una dolencia cardíaca lo llevó a la muerte, siendo sepultado en el cementerio San Jerónimo.